# تروتک
تروتک تولیدکننده بین‌المللی فناوری پیشرفته لیزر برای برش لیزری، حکاکی لیزری و علامت گذاری لیزری است.
این شرکت در سال ۱۹۹۷ تأسیس شد که از بخش تحقیق و توسعه در شرکت اصلی خود Trodat منشعب شد.
دفتر مرکزی Trotec در Marchtrenk، اتریش، دارای شرکت‌های تابعه در سراسر جهان در انگلستان، ایالات متحده، کانادا آلمان، فرانسه، هلند، لهستان، چین، ژاپن، روسیه، استرالیا و آفریقای جنوبی است.
این شرکت همچنین دارای شبکه گسترده‌ای از توزیع کنندگان در سراسر جهان است که به بیش از ۹۰ کشور جهان خدمات رسانی می‌کند.
نماینده رسمی تروتک در ایران، شرکت روتک است.

## سیستم‌های لیزر
Trotec هر دو سیستم لیزر مسطح و گالوو و همچنین راه حل‌های سفارشی را برای مشتریان متخصص تولید می‌کند.
محدوده لیزرهای CO2 آن بین ۱۲ تا ۵۰۰ وات و سیستم‌های لیزری فیبر آن بین ۱۰ تا ۵۰ وات است.
Trotec همچنین ماشین‌های حکاکی مکانیکی، مواد مصرفی و مواد را عرضه می‌کند.
در سال 2008 Trotec Rayjet را معرفی کرد، یک سیستم لیزری رومیزی که مخصوص شرکتهای کوچک و متوسط است.